# 말레이시아의 대학 목록
다음은 말레이시아에 있는 대학 목록이다. 말레이시아의 대학은 일반적으로 공립 및 사립대학으로 분류된다. 사립대학에는 현지에 설립된 대학과 외국대학 캠퍼스가 포함된다.

## 공립 대학
| 대학이름                       | 약칭   | 설립 연도                                                                       | 위치           |
| 말라야 대학교                  | UM     | 1905년 (킹 에드워드 7세 의과대학) 1949년 (말라야 대학교) 1962년 (말라야 대학교) | 쿠알라룸푸르   |
| 말레이시아 과학 대학교         | USM    | 1969년                                                                          | 클란탄주       |
| 말레이시아 국립 대학교         | UKM    | 1970년                                                                          | 쿠알라룸푸르   |
| 말레이시아 국제 이슬람 대학교  | IIUM   | 1983년                                                                          | 슬랑오르주     |
| 말레이시아 켈란탄 대학교       | UMK    | 2007년                                                                          | 클란탄주       |
| 말레이시아 파항 대학교         | UMP    | 2002년                                                                          | 파항주         |
| 말레이시아 펄리스 대학교       | UniMAP | 2001년                                                                          | 프를리스주     |
| 말레이시아 사바 대학교         | UMS    | 1994년                                                                          | 사바주         |
| 말레이사아 사라왁 대학교       | UNIMAS | 1992년                                                                          | 사라왁주       |
| 말레이시아 트렝가누 대학교     | UMT    | 1996년                                                                          | 트렝가누주     |
| 술탄 이드리스 교육 대학교      | UPSI   | 1922년                                                                          | 페락주         |
| 말레이시아 국방 대학교         | UPNM   | 1995년                                                                          | 쿠알라룸푸르   |
| 말레이시아 푸트라 대학교       | UPM    | 1931년                                                                          | 사라왁주       |
| 말레이시아 이슬람 과학 대학교  | USIM   | 1997년                                                                          | 느그리슴빌란주 |
| 술탄 자이날 아비딘 대학교      | UniSZA | 1980년                                                                          | 트렝가누주     |
| 말레이시아 믈라카 기술 대학교  | UTeM   | 2000년                                                                          | 믈라카주       |
| 말레이시아 기술 대학교         | UTM    | 1904년                                                                          | 쿠알라룸푸르   |
| MARA 공과 대학교               | UiTM   | 1956년                                                                          | 슬랑오르주     |
| 말레이시아 툰 후세인 온 대학교 | UTHM   | 1993년                                                                          | 조호르주       |
| 말레이시아 북부 대학교         | UUM    | 1984년                                                                          | 크다 주        |

## 같이 보기
- 말레이시아의 교육